# Marie-Eve Ostertag

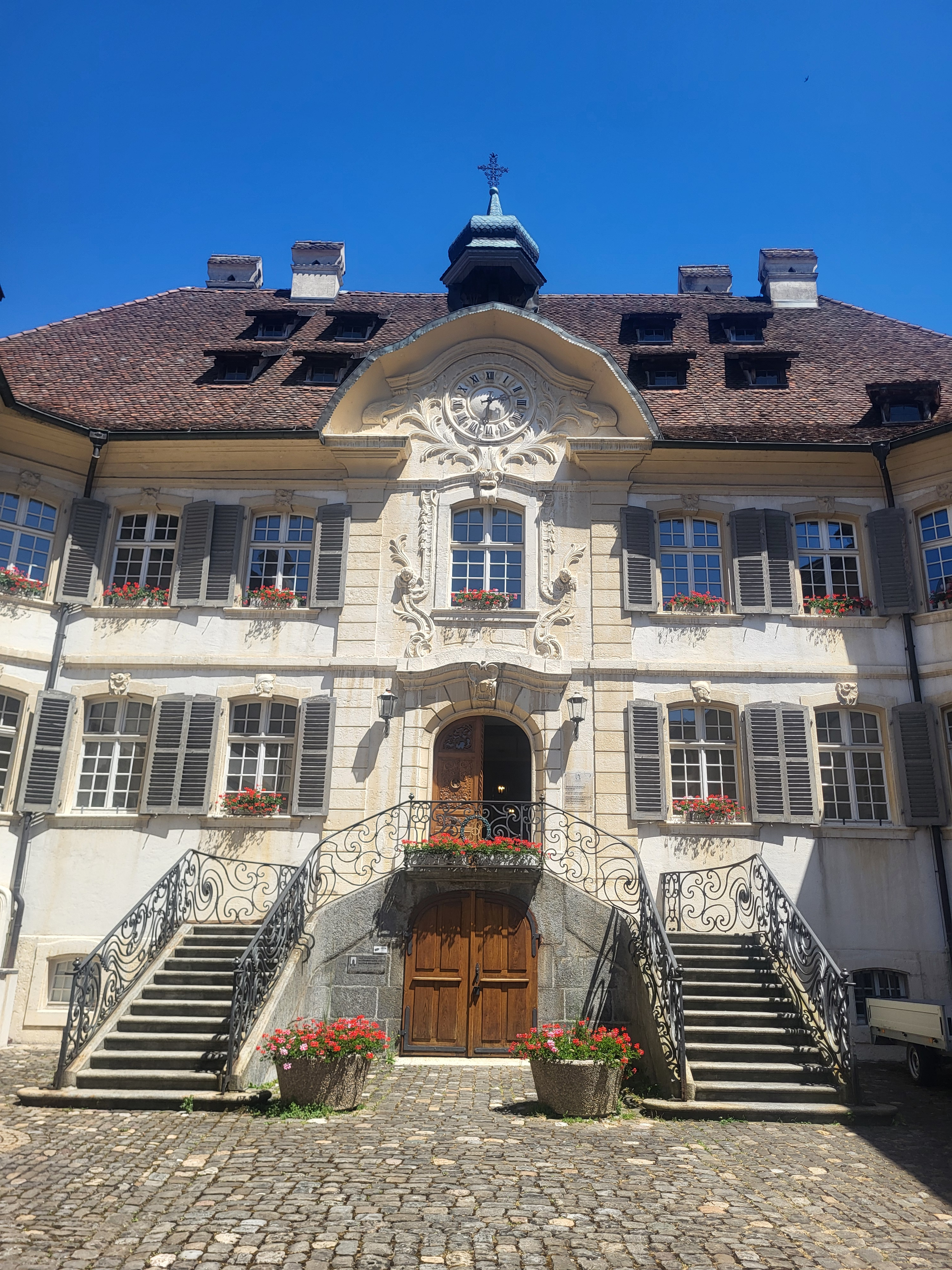
Ehemaliges Hôtel-Dieu in Pruntrut, 2025

Marie-Eve Ostertag (* 2. April 1738 in Altkirch, Königreich Frankreich; † 20. Mai 1812 in Pruntrut, Erstes Französisches Kaiserreich) war erste Oberin der Spitalschwestern in Pruntrut.

## Leben
Marie-Eve Ostertag war eine Tochter des Doktors der Medizin und fürstbischöflichen Ratgebers Mathias Ostertag und der Magdelaine Duringer.
Ostertag erhielt von 1762 bis 1765 eine Ausbildung bei den Hospitaliterinnen von Pontarlier. Sie wurde 1763 eingekleidet und legte zwei Jahre später ihre Profess ab. Mit zwei anderen Nonnen liess sich Ostertag im Mai 1765 im neu erbauten Spital Hôtel-Dieu in Pruntrut nieder. Sie übernahm bis 1766 das Amt der Oberin, das sie wiederum von 1765 bis 1775 und nach dreijähriger Unterbrechung bis zu ihrem Tod ausübte. Nachdem die Franzosen ab 1792 die Ajoie besetzt hielten, machte Ostertag weitgehende Konzessionen. Durch ihren Mut konnte sie aber ihre Position behalten und den Spitalbetrieb weiterführen.

## Belege
1. 1 2  Nicole Quellet-Soguel: Marie-Eve Ostertag. In: Historisches Lexikon der Schweiz.  23. August 2010.

| Personendaten    | Personendaten                              |
| ---------------- | ------------------------------------------ |
| NAME             | Ostertag, Marie-Eve                        |
| KURZBESCHREIBUNG | Oberin des Spitals Pruntrut                |
| GEBURTSDATUM     | 2. April 1738                              |
| GEBURTSORT       | Altkirch, Königreich Frankreich            |
| STERBEDATUM      | 20. Mai 1812                               |
| STERBEORT        | Pruntrut, Erstes Französisches Kaiserreich |